# Brachycaudus rumexicolens
Brachycaudus rumexicolens är en insektsart som först beskrevs av Patch 1917.  Brachycaudus rumexicolens ingår i släktet Brachycaudus och familjen långrörsbladlöss. Arten är reproducerande i Sverige. Inga underarter finns listade i Catalogue of Life.